# U-959
Unterseeboot 959 foi um submarino alemão do Tipo VIIC, pertencente a Kriegsmarine que atuou durante a Segunda Guerra Mundial.

## Comandantes
| Comandante            | Data                                        |
| --------------------- | ------------------------------------------- |
| Oblt. Martin Duppel   | 21 de janeiro de 1943 - 25 de julho de 1943 |
| Oblt. Friedrich Weitz | 26 de julho de 1943 - 2 de maio de 1944     |

## Subordinação
Durante o seu tempo de serviço, esteve subordinado às seguintes flotilhas:
| Período                                         | Flotilha                                   |
| ----------------------------------------------- | ------------------------------------------ |
| 21 de janeiro de 1943 - 29 de fevereiro de 1944 | 5. Unterseebootsflottille (treinamento)    |
| 1 de março de 1944 - 2 de maio de 1944          | 13. Unterseebootsflottille (serviço ativo) |

## Operações conjuntas de ataque
O U-959 participou das seguinte operações de ataque combinado durante a sua carreira:
- Rudeltaktik Boreas (29 de fevereiro de 1944 - 10 de março de 1944)
- Rudeltaktik Thor (10 de março de 1944 - 15 de março de 1944)